# Швајцарска на Европском првенству у атлетици на отвореном 1938.
Швајцарска  је учествовала на 2. Европском првенству у атлетици на отвореном 1938. одржаном у Паризу од 7. до 9. септембра и на 1. Европском првенству за жене 17. и 18. септембра у Бечу. После ових првенства мушкарци и жене су се такмичили на заједничким првенствима. Репрезентацију Швајцарске представљало је 17 атлетичара (15 мушкараца и 2. жене) који су се такмичили у 13. дисциплине (11 мушких и 2 женске).
У укупном пласману Швајцарска је са 1 бронзаном медаљом делина 12 место од 15 земаља које су освајале медаље. На првенству су учествовале 23 земаља чланица ЕАА.
У табели успешности према броју и пласману учесника у финалним такмичењима (првих 8 такмичара) Италијашка је са 23. учесника у финалу заузела 3 место са 123 бода од 17 земаља које су имале представнике у финалу.
| Пл. | Земља      | 1. место | 2. место | 3. место | 4. место | 5. место | 6. место | 7. место | 8. место | Бр. фин. | Бодови |
| --- | ---------- | -------- | -------- | -------- | -------- | -------- | -------- | -------- | -------- | -------- | ------ |
| 10. | Швајцарска | 0 - 0    | 0 - 0    | 1 - 6    | 1 - 5    | 1 - 4    | 5 - 15   | 1 - 2    | 0 - 0    | 9        | 32     |

## Учесници
| Бр. | Дисциплина    | Мушкарци                          | Жене | Укупно |
| --- | ------------- | --------------------------------- | ---- | ------ |
| 1.  | 100 м         | Бернар Маршан* Паул Хани*         | —    | 2      |
| 2.  | 200 м         | Паул Хани** Бернар Маршан**       | —    | 0 (2)  |
| 3.  | 400 м         | Паул Миндер                       | —    | 1      |
| 4.  | 800 м         | Жорж Мер                          | —    | 1      |
| 5.  | 5.000 м       | Готфрид Утигер                    | —    | 1      |
| 6.  | Маратон       | Ернст Мајер Жан Мути              | —    | 2      |
| 7.  | 110 м препоне | Вернер Кристен* Рене Кунц         |      | 2      |
| 8.  | 400 м препоне | Вернер Келерхалс Вернер Кристен** |      | 1 (2)  |

| Бр. | Дисциплина     | Мушкарци                                             | Жене           | Укупно  |
| --- | -------------- | ---------------------------------------------------- | -------------- | ------- |
| 9.  | 4 х 100 м      | Фриц Зегер Жан Студер* Бернар Маршан*** Паул Хани*** | —              | 2 (4)   |
| 10. | Скок увис      | —                                                    | Изабел Пфенинг | 1       |
| 11. | Скок удаљ      | Жан Студер**                                         | —              | 0 (1)   |
| 12. | Бацање кладива | Силвио Нидо                                          | —              | 1       |
| 13. | Бацање копља   |                                                      | Лукс Штифел    | 1       |
| 14. | Десетобој      | Јозеф Нојман Рајмонд Анет                            | —              | 2       |
|     | Укупно (14)    | 15 (21)                                              | 2              | 17 (23) |

- Такмичари означени звездицама учествовали су у онолико дисциплина колики је највећи број звездица уз његово име.

## Освајачи медаља
- Бронза

1. |Јозеф Нојман  — Десетобој

## Резултати

### Мушкарци
| Атлетичар                                     | Дисциплина     | ЛР | Квалификације | Квалификације | Полуфинале           | Полуфинале           | Финале               | Финале        | Детаљи  |       |
| Атлетичар                                     | Дисциплина     | ЛР | Резултат      | Место         | Резултат             | Место                | Резултат             | Место         | Детаљи  |       |
| --------------------------------------------- | -------------- | -- | ------------- | ------------- | -------------------- | -------------------- | -------------------- | ------------- | ------- | ----- |
| Бернар Маршан                                 | 100 м          |    | 10,07         | 3. у гр. 3 КВ | 10,8                 | 2. у оф. 1 КВ        | 11,2                 | 6. / 20       | [ 2 ]   |       |
| Паул Хани                                     | 100 м          |    | 10,07         | 4. у гр. 4    | Није се квалификовао | Није се квалификовао | Није се квалификовао | 16. / 20      | [ 2 ]   |       |
| Паул Хани                                     | 200 м          |    | 26,6          | 2. у гр. 1 КВ | 21.8                 | 4. у оф. 2           | Није се квалификовао | 6. / 20       | [ 2 ]   |       |
| Бернар Маршан                                 | 200 м          |    | 10,8          | 4. у гр. 4    | 22.6                 | 4 u pfу пф 1         | Није се квалификовао | 16. / 20      | [ 2 ]   |       |
| Жорж Мер                                      | 400 м          |    | 50,3          | 5. у гр. 1    |                      |                      | Није се квалификовао | 10. / 16 (17) | [ 2 ]   |       |
| Паул Миндер                                   | 800 м          |    | 1:58,8 КВ ЛР  | 4. у гр. 3    | РН                   | 9. / 16 (18)         | [ 2 ]                |               |         |       |
| Готфрид Утигер                                | 5.000 м        |    |               |               |                      |                      | 15:42,0 ЛР           | 10. / 11 (13) | [ 2 ]   |       |
| Ернст Мајер                                   | маратон м      |    | 2.54:28,0 ЛР  | 10. / 11 (13) | [ 2 ]                |                      |                      |               |         |       |
| Жан Мути                                      | маратон м      |    | 2.54:28,0 ЛР  | 10. / 11 (13) | [ 2 ]                |                      |                      |               |         |       |
| Вернер Кристен                                | 110 м препоне  |    | 15,4          | 2. у гр. 2    | [ 2 ]                |                      |                      | 15,4          | 6. / 12 | [ 2 ] |
| Рене Кунц                                     | 110 м препоне  |    | 50,3          | 3. у гр. 3    | Није се квалификовао | 7. / 12              | [ 2 ]                |               |         |       |
| Вернер Келерхалс                              | 400 м препоне  |    | 54,8 КВ НРд   | 1. у гр. 2    | 55,0                 | 6. / 12 (13)         | [ 2 ]                |               |         |       |
| Вернер Кристен                                | 400 м препоне  |    | 56,3          | 4. у гр. 3    | Није се квалификовао | 9. / 12 (13)         | [ 2 ]                |               |         |       |
| Фриц Зегер Жан Студер Бернар Маршан Паул Хани | 4 х 100 м      |    | 42,3          | 2. у гр. 2    | ДИСК                 | ДИСК                 | [ 2 ]                |               |         |       |
| Жан Студер                                    | скок удаљ      |    |               |               |                      |                      | 7,14 ЛР              | 7. / 13       | [ 2 ]   |       |
| Силвијо Нидо                                  | бацање кладива |    | 46,68 ЛР      | 6. / 8        | [ 2 ]                |                      |                      |               |         |       |

### Десетобој
| Пласман | Атлетичар    | 100м | Даљ  | Кугла | Вис  | 400м | 110м пр | Диск  | Мотка | Копље | 1.500м | Бодови        | Белешка |
| ------- | ------------ | ---- | ---- | ----- | ---- | ---- | ------- | ----- | ----- | ----- | ------ | ------------- | ------- |
|         | Јозеф Нојман | 11,6 | 6,54 | 12,57 | 1,60 | 50,1 | 16,9    | 36,82 | 2,90  | 60,10 | 4:45,4 | 6.228 (6.664) |         |
| 5.      | Рајмон Анет  | 11,5 | 6,14 | 10,21 | 1,65 | 51,8 | 15,7    | 32,80 | 3,30  | 44,68 | 4:42,0 | 5.918 (6.118) |         |

### Жене
| Атлетичарка    | Дисциплина   | ЛР   | Квалификације | Квалификације | Полуфинале | Полуфинале | Финале   | Финале      | Детаљи |
| Атлетичарка    | Дисциплина   | ЛР   | Резултат      | Место         | Резултат   | Место      | Резултат | Место       | Детаљи |
| -------------- | ------------ | ---- | ------------- | ------------- | ---------- | ---------- | -------- | ----------- | ------ |
| Изабел Пфенинг | скок увис    | 1,60 |               |               |            |            | 1,55     | 6. / 8 (10) |        |
| Лукс Штифел    | бацање копља |      | 40,58         | 4. / 8        |            |            |          |             |        |

## Биланс медаља Швајцарске после 2. Европског првенства на отвореном 1934—1938.
|     | ЕП           |   |   |   |   | УП  |
| 1.  | 1934.        | 0 | 1 | 0 | 1 | 12. |
| 2.  | 1938.        | 0 | 0 | 1 | 1 | 13. |
| 1-2 | 1934.— 1938. | 0 | 1 | 1 | 2 | 13  |
| --- | ------------ | - | - | - | - | --- |

|                                        | Атлетичар-ка                           |                                        |                                        |                                        |                                        |                                        |
| Није било вишеструких освајача медаља. | Није било вишеструких освајача медаља. | Није било вишеструких освајача медаља. | Није било вишеструких освајача медаља. | Није било вишеструких освајача медаља. | Није било вишеструких освајача медаља. | Није било вишеструких освајача медаља. |
| -------------------------------------- | -------------------------------------- | -------------------------------------- | -------------------------------------- | -------------------------------------- | -------------------------------------- | -------------------------------------- |

## Швајцарски освајачи медаља после 2. Европског првенства 1934—1938.
|    | Атлетичар/ка   | м | ж | ЕП           | Дисциплина   |   |   |   |   |
| -- | -------------- | - | - | ------------ | ------------ | - | - | - | - |
| 1. | Артур Тел Шваб | м |   | 1934.        | 50 км ходање |   |   |   | 1 |
| 2. | Јозеф Нојман   | м |   | 1938.        | Десетобој    |   |   |   | 1 |
|    | Укупно         | 2 | 0 | 1934.—1938.. |              | 0 | 1 | 1 | 2 |